# Maryna Cherniak
Maryna Mikolaevna Cherniak (ukrainien : Марина Миколаївна Черняк), née le 26 mars 1988 à Zaporijia, est une judokate ukrainienne. Elle est la sœur jumelle de la judokate Inna Cherniak.

## Carrière
Elle est médaillée de bronze dans la catégorie des moins de 48 kg à l'Universiade d'été de 2013 à Kazan, aux Championnats d'Europe 2014 à Montpellier et aux Championnats d'Europe 2018 à Tel Aviv. Elle participe aux Jeux européens de 2015 à Bakou et aux Jeux olympiques de 2016 à Rio de Janeiro.